# Akiba Rubinstein
Akiba Kiwelowicz Rubinstein (Stawiski, 1 december 1880 – Antwerpen, 15 maart 1961) was een Joods-Poolse schaakgrootmeester.

## Schaakcarrière
Rubinstein werd geboren in een gezin van 12 kinderen, waarvan hij de jongste was. Hij leerde schaken op relatief late leeftijd, 16 jaar. Zijn ouders wilden dat hij rabbijn zou worden, maar toen hij in 1903 op de Russische kampioenschappen in Kiev vijfde werd, besloot hij zich volledig te richten op het schaken.
In de periode 1907-1922 was hij een van de sterkste spelers op het wereldtoneel. In 1907, 1909 en 1911 werd hij kampioen van Rusland.
Het jaar 1912 was zonder meer het meest succesvolle jaar van Rubinstein. Hij won dat jaar vijf officiële toernooien. 1912 wordt in de schaakwereld ook wel aangeduid als het Rubinstein Jaar. In die periode was hij de gedoodverfde favoriet om regerend wereldkampioen Emanuel Lasker uit te dagen, maar door de uitbraak van de Eerste Wereldoorlog zou die wedstrijd nooit plaatsvinden. Toen in 1921 het wereldkampioenschap schaken opnieuw werd gehouden, was Rubinstein inmiddels 'ingehaald' door José Raúl Capablanca.
In december 1931 / januari 1932 maakte Rubinstein een tournee door Nederland en speelde diverse simultaanschaakpartijen bij schaakverenigingen.
Rubinsteins mentale gezondheid ging gaandeweg zijn leven steeds meer parten spelen. In 1932 stopte hij met schaken.
Door de beide wereldoorlogen heeft het schaken hem financieel niet veel opgebracht.
Hij kwam niet graag onder de mensen, werd op den duur mensenschuw en eindigde zijn leven in 1961 in een sanatorium in België waarvoor hij de kosten niet zelf kon opbrengen: er werd een fonds voor hem opgericht. België was ook het land waar hij tijdens de Tweede Wereldoorlog verbleef.

## Rubinsteinvarianten

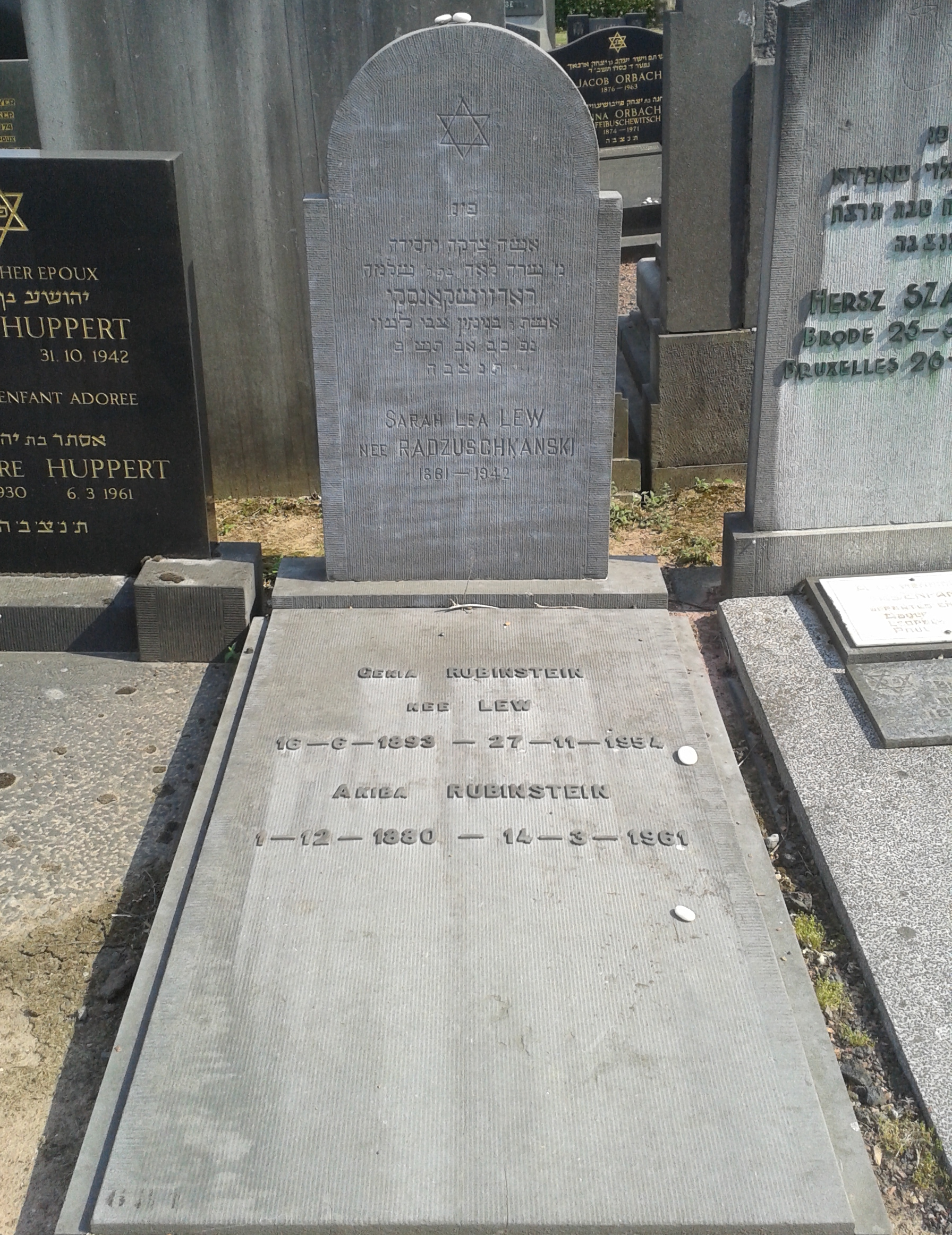
Graf van Akiba Rubinstein en zijn vrouw Eugénie Lew in Wezembeek-Oppem (België)

Rubinstein heeft meer dan dertig schaakvarianten op zijn naam staan, waaronder de Rubinsteinvariant in het aangenomen damegambiet, een opening die hij graag en met succes speelde:

1. d4 d5 2. c4 dc 3. Pf3 Pf6 4. e3 e6 5. Lc4 c5 6. 0-0 a6 7. a4 (zie diagram)
Een andere Rubinsteinvariant, die uit het Nimzo-Indisch, ontstaat na de zetten:
1. d4 Pf6 2. c4 e6 3. Pc3 Lb4 4. e3 0-0 5. Pe2 (zie diagram).
Kenmerkend voor deze Rubinsteinvariant is de zet e3.
Binnen de symmetrische variant van het Engels wordt de Rubinsteinvariant gekenmerkt door de zetten: 1. c4 c5 2. Pc3 Pf6 3. g3 d5 4. cxd5 Pxd5 5. Lg2 Pc7. Deze variant is een poging van zwart om de Maroczy Bind van de Versnelde draak in het Siciliaans te spelen met omgekeerde kleur. De jonge Botvinnik speelde het veel in de jaren dertig.